# Havsnässla
Havsnässla (Chrysaora quinquecirrha) är en manetart som först beskrevs av Pierre Jean Édouard Desor 1848. Chrysaora quinquecirrha ingår i släktet Chrysaora och familjen Pelagiidae. Inga underarter finns listade i Catalogue of Life.
Arten förekommer i tempererade och tropiska hav. Den utsöndrar gift, vars kraft varierar från medelmåttigt till allvarligt. Giften är dock aldrig starkt nog för att kunna döda en människa (utom via en allergisk reaktion).

## Bildgalleri

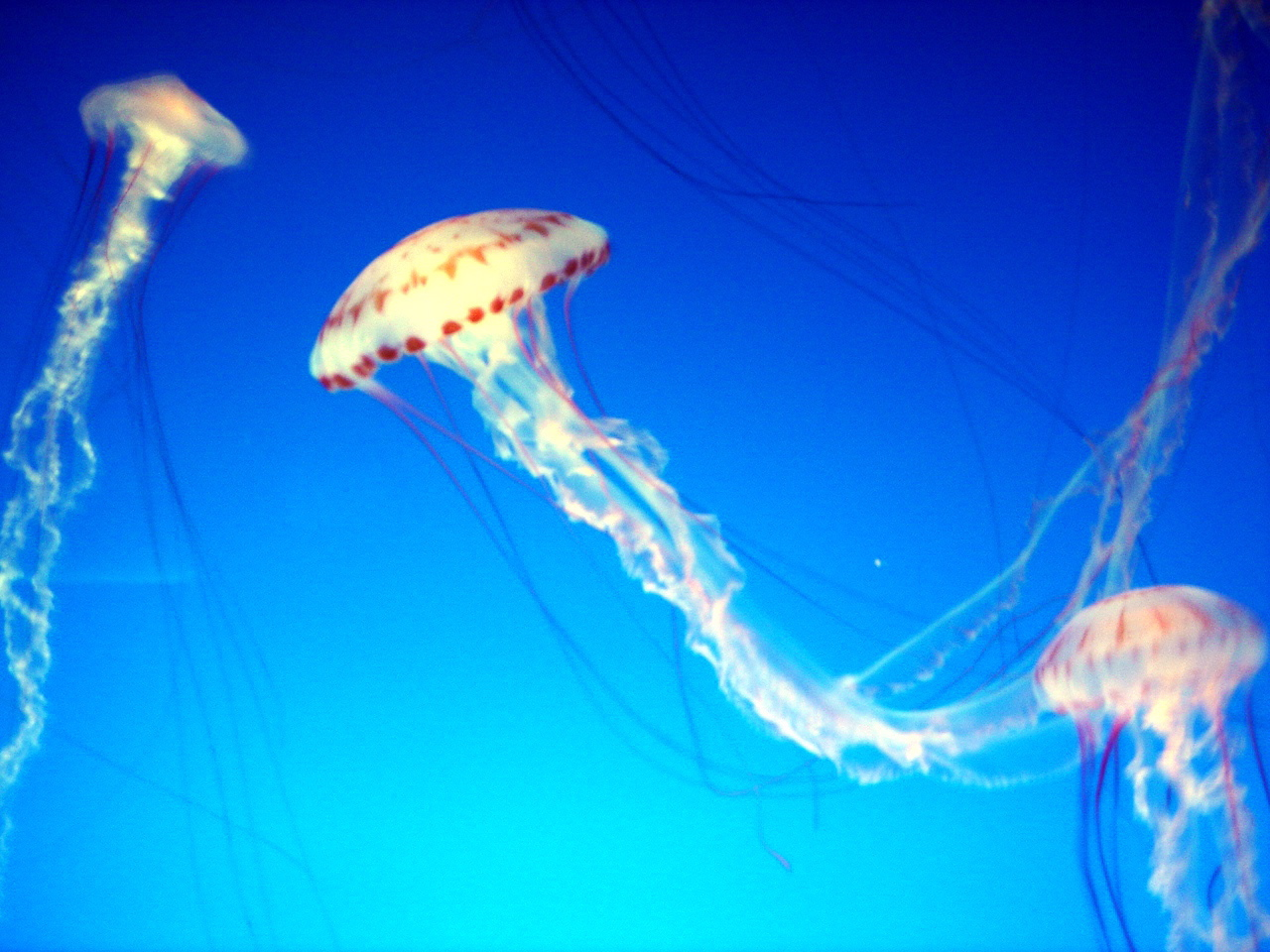
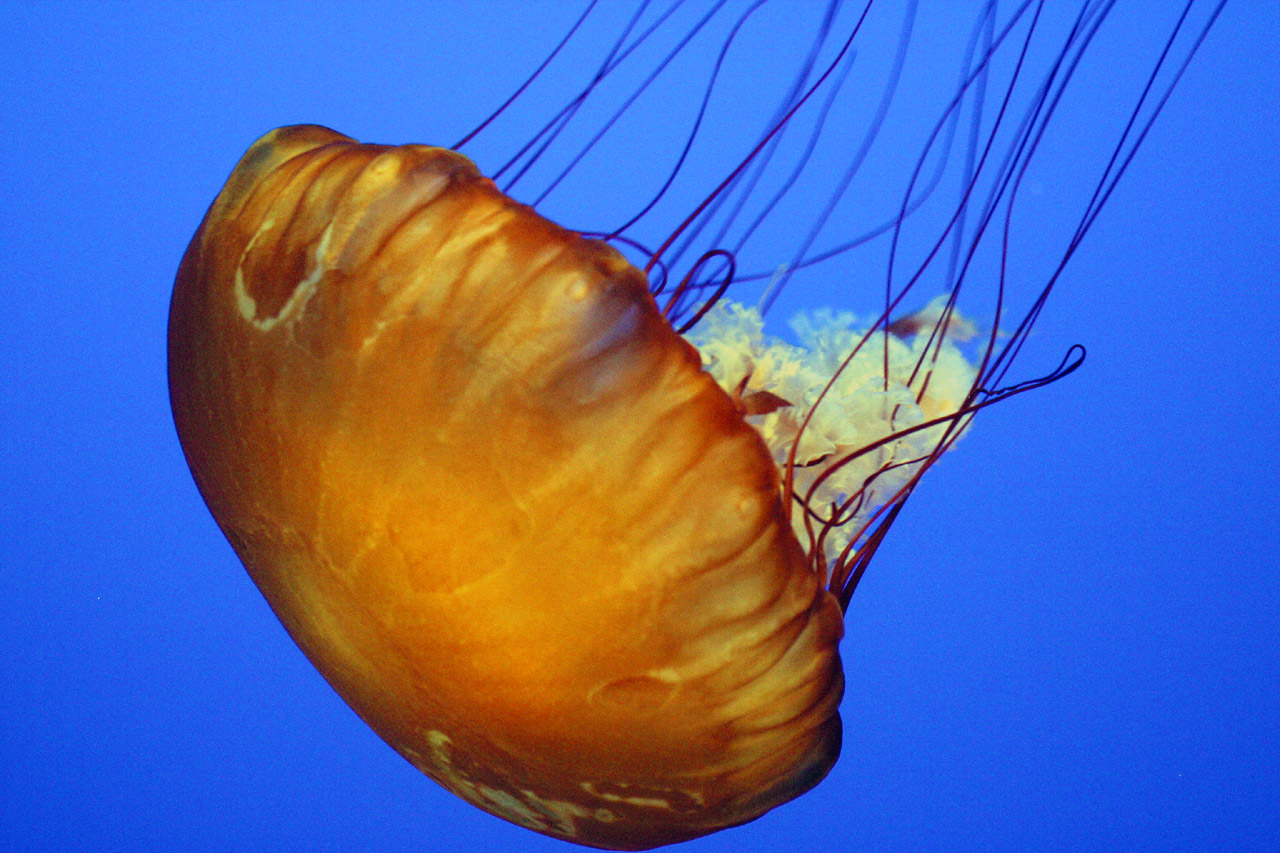